# Antonio Dorn
Antonio Dorn (* 25. Mai 2003) ist ein deutscher Basketballspieler.

## Werdegang
Dorn spielte in der Jugend der BG Halstenbek/Pinneberg sowie in der Saison 2018/19 unter Trainer Fabian Strauß zusätzlich für den SC Rist Wedel in der Jugend-Basketball-Bundesliga.
Zur Saison 2019/20 wechselte er aus Norddeutschland in den Nachwuchsbereich des Bundesligisten Ratiopharm Ulm. Ab Dezember 2020 spielte Dorn nicht nur für Ulms Jugend, sondern ebenfalls für die dem Bundesligisten angeschlossene Nachwuchsfördermannschaft OrangeAcademy in der 2. Bundesliga ProB. Dort wurde er von Anton Gavel betreut, der nach seiner Beförderung zum Ulmer Bundesligatrainer Dorn am ersten Spieltag der Saison 2022/23 zu seinem Einstand in der höchsten deutschen Spielklasse verhalf. Als Ergänzungsspieler (fünf Bundesligaeinsätze 2022/23) wurde er mit Ulm 2023 deutscher Meister.
Im Sommer 2023 wechselte Dorn zum Zweitligisten VfL Kirchheim Knights. Im April 2025 gab die Mannschaft der US-Hochschule Virginia Polytechnic Institute and State University Dorns Verpflichtung ab der Saison 2025/26 bekannt.

### Nationalmannschaft
Im Sommer 2023 nahm Dorn an der U20-Europameisterschaft teil. Dorn wurde 2024 in die deutsche A2-Nationalmannschaft berufen.